# Crown (Pennsylvanie)
Crown est une census-designated place située dans le comté de Clarion, dans l’État de Pennsylvanie, aux États-Unis. Lors du recensement de 2020, elle compte 201 habitants.